# Fritillaria ariana
Fritillaria ariana là một loài thực vật có hoa trong họ Liliaceae. Loài này được (Losinsk. & Vved.) Rix miêu tả khoa học đầu tiên năm 1977.